# Foxtrot
Početkom 20. stoljeća, u jednom američkom kazalištu u New Yorku, angažiran je glumac Harry Fox da napravi plesnu koreografiju. Tom prilikom je Harry, na ragtime muziku, napravio kombinaciju brzih i sporih koraka, što je omogućavalo veću fleksibilnost u kretanju. Publika je njegov ples prozvala «Fox's Trot», a zbog lakoće izvođenja postao je vrlo popularan. Taj naziv se do danas zadržao.